# Charlie, les filles lui disent merci
Pour plus de détails, voir Fiche technique et Distribution.
Charlie, les filles lui disent merci ou Le Porte-Bonheur au Québec (Good Luck Chuck) est une comédie canado-américaine réalisée par Mark Helfrich, sortie en 2007.

## Synopsis
Quand Charlie avait dix ans, il a refusé d'embrasser une fille un peu étrange, alors celle-ci lui a jeté un sort. Charlie a maintenant trente-cinq ans, il a réussi sa vie professionnelle, mais ne trouve pas de compagne. Pire, il se rend compte que chacune des femmes avec qui il a eu une aventure a épousé l'homme qu'elle a connu juste après lui ! Sa réputation de « porte-bonheur » fait vite le tour de la ville, et toutes les femmes qui veulent se marier se jettent dans ses bras dans l'espoir qu'après une nuit avec lui, elles trouveront l'homme de leur vie.
S'il a toutes les femmes qu'il veut, Charlie n'a pas encore rencontré l'amour, le vrai, et il est plus seul que jamais… Jusqu'à ce qu'il fasse la connaissance de la très jolie Cam. Cette spécialiste des manchots ne le laisse pas de glace… Mais pour pouvoir vivre une véritable histoire d'amour, il faut qu'il découvre au plus vite comment rompre la malédiction, avant que la fille de ses rêves n'épouse l'homme qu'elle connaîtra après lui…

## Fiche technique
- Titre original : Good Luck Chuck
- Titre français : Charlie, les filles lui disent merci
- Titre québécois : Le Porte-Bonheur[1]
- Réalisation : Mark Helfrich
- Scénario : Josh Stolberg, d'après la nouvelle de Steve Glenn
- Direction artistique : Tony Wohlgemuth
- Décors : Mark Freeborn
- Costumes : Trish Keating
- Photographie : Anthony B. Richmond
- Montage : Julia Wong
- Musique : Aaron Zigman
- Production : Mike Karz, Barry Katz et Brian Volk-Weiss
- Société de production : KEI Entertainment
- Société de distribution : Lionsgate
- Pays d'origine :  États-Unis -  Canada
- Langue originale : anglais
- Format : couleur - 1.85 : 1 - 35 mm - DTS
- Genre : comédie
- Durée : 96 minutes
- Dates de sortie :
  - États-Unis : 27 septembre 2007
  - Belgique : 19 décembre 2007
  - France : 26 décembre 2007

## Distribution
- Dane Cook (VF : Adrien Antoine ; VQ : Frédéric Paquet)[1] : Charlie Logan
- Jessica Alba (VF : Barbara Delsol ; VQ : Catherine Bonneau)[1] : Cam Wexler
- Dan Fogler (VF : Jean-Loup Horwitz ; VQ : Tristan Harvey)[1] : Stu
- Lonny Ross (VQ : Claude Gagnon)[1] : Joe
- Ellia English (VF : Laurence Charpentier ; VQ : Johanne Léveillé)[1] : Reba
- Connor Price (VQ : Alexandre Bacon)[1] : Charlie jeune
- Troy Gentile : Stu jeune

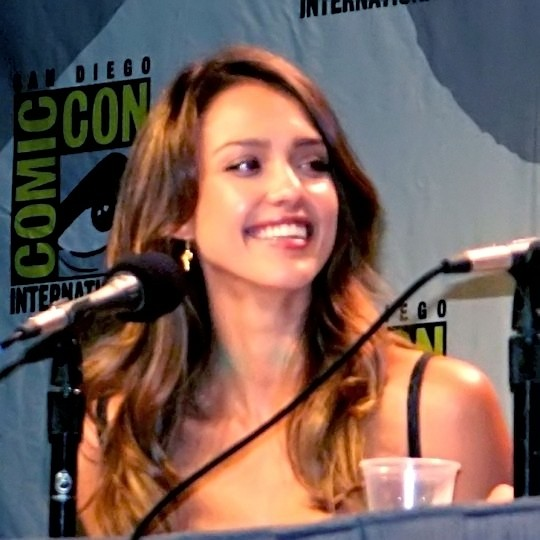
Jessica Alba au Comic-Con 2007, pour la promotion du film.

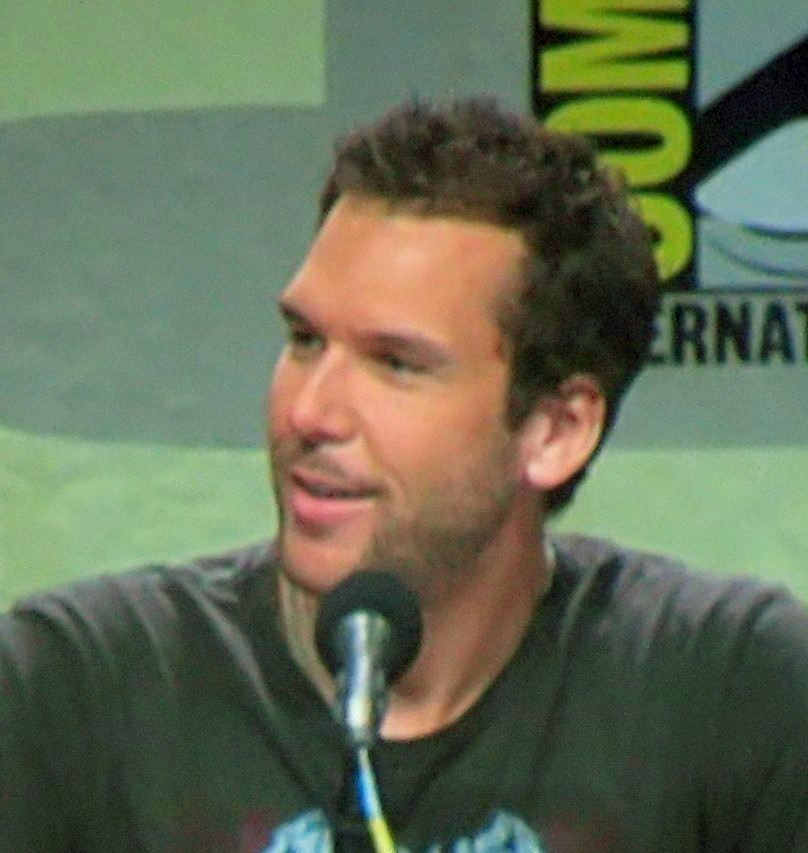
Dane Cook, également au Comic-Con 2007.

- Sasha Pieterse : Anisha, la fille gothique
- Caroline Ford : Jennifer
- Chelan Simmons (VF : Nathalie Kanoui) : Carol
- Natalie Morris : Natalie
- Crystal Lowe : amie de Cam
- Chang Tseng : Chanteur de karaoké
- Michelle Harrison (VF : Laura Préjean) : Anisha adulte
- Jodelle Ferland : Lila, la fille d'Anisha
- Annie Wood (VF : Caroline Pascal) : Lara, la petite amie de Stu

## Production
Les scènes du film ont été filmées à Vancouver, Colombie-Britannique, Edmonton et Alberta  au Canada[réf. nécessaire].